# Lykan Hypersport
Lykan Hypersport là nhãn hiệu xe thể thao được sản xuất hạn chế của W Motors, một công ty có trụ sở tại Liban thành lập vào năm 2012. Đây là siêu xe đầu tiên được sản xuất tại Trung Đông và là đặc trưng trong bộ phim Fast and Furious 7 cũng như các trò chơi video Project CARS, Driveclub, Asphalt 8: Airborne, Asphalt 9: Legend và GT Racing 2:The Real Car Experience. W Motors có kế hoạch sản xuất chỉ có bảy chiếc xe loại này. Quá trình tiền sản xuất Lykan HyperSport đã được đưa ra tại Qatar Motor Show vào tháng 2 năm 2013.

## Định giá bán
Với giá bán khoảng 3,4 triệu Đô La Mĩ, chiếc Lykan Hypersport đã từng là 1 trong 3 chiếc xe đắt nhất vào thời điểm nó được sản xuất.  Đèn pha của nó được đính 420 viên kim cương (15 carats) mà người mua được quyền lựa chọn Ruby, kim cương, kim cương vàng, đá Sapphire kèm theo giá bán. Dòng xe này còn trang bị hệ thống bảng điều khiển trung tâm hiển thị 3 chiều với tính năng tương tác cũng như đường khâu bằng vàng trên ghế ngồi. Đã có ít nhất 2 người mua chiếc xe này, 1 chiếc được bán cho 1 khách hàng vô danh, được đăng trên Youtube bới W Motors, chiếc còn lại được bán cho cảnh sát Abu Dhabi.

## Thông số kỹ thuật

### Bánh xe
Chiếc Lykan Hypersport được trang bị các bánh xe mạ bạc, với đường kính bánh trước là 19 inches và bánh sau là 20 inches. Lốp xe của hãng Pirelli P Zeros với mã số lốp trước 255/35 ZR 19 và lốp sau là 335/30 ZR 20.

## Hiệu suất
Nhà chế tạo tuyên bố rằng chiếc xe này đạt tốc độ tối đa tại 395 km/h, phụ thuộc vào cách lên tỉ lệ hộp số. Xe được cho là tăng tốc từ 0 lên 100 km/h chỉ trong 2,8 giây và từ 0  lên 200 km/h trong 9,4 giây.